# ホセ・ルイーズ
- ホセ・ルイス

ホセ・ラファエル・ルイーズ・アパリシオ（José Rafael Ruiz Aparicio, 1994年10月21日 - ）は、ベネズエラ・カラボボ州グアカラ出身のプロ野球選手（投手、元捕手）。右投右打。MLBのテキサス・レンジャーズ所属。

## 経歴

### プロ入りとパドレス時代
2011年7月2日にインターナショナルFAでサンディエゴ・パドレスと契約を結んだ。プロ入り当初の守備位置は捕手。
2012年6月2日にルーキー級DSLパドレスでプロデビュー。その後投手にコンバートする2016年シーズン途中まで捕手として出場していたが、マイナーでの通算打撃成績は1005打席で打率.203、1本塁打、68打点、OPS.488に留まっていた。
2016年6月27日にA+級レイクエルシノア・ストームでプロ初登板。6月30日にルーキー級AZLパドレスに降格。7月3日に登録が捕手から投手に変更され、A-級トリシティ・ダストデビルズに昇格。8月7日に投手登録された状態で初登板した。このシーズンは3チーム合計で全てリリーフで11試合（12.1回）に登板し、2勝0敗、防御率0.00を記録した。シーズン終了後にパドレスはルイスを40人ロースターに追加した。16-17年のウィンターリーグ期間はベネズエラのナベガンテス・デル・マガリャーネスに所属した。
2017年はA+級レイクエルシノアで開幕を迎えた。7月24日にメジャー昇格し、同日に行われたニューヨーク・メッツ戦で救援登板し、メジャーデビュー。この試合では1.0回を投げて無失点であった。翌日25日にレイクエルシノアへ再降格。この年のメジャーでの登板はこの1試合のみであり、残りの期間は全てA+級レイクエルシノアに所属した。マイナーのシーズン成績は44試合（全て救援、49.2回）に登板して、1勝2敗2セーブ、防御率5.98を記録した。17-18年のウィンターリーグ期間も去年と同様マガリャーネスに所属した。パドレスは12月15日にルイスをDFAにした。

### ホワイトソックス時代
2017年12月22日にウェイバー公示を経てシカゴ・ホワイトソックスが獲得し移籍した。
2018年はA+級ウィストン・セーラム・ダッシュで開幕を迎えた。5月10日にAA級バーミンガム・バロンズに昇格。9月4日にセプテンバー・コールアップでメジャー昇格した。このシーズンはマイナーで合計43試合（58.2回）に登板して、3勝1敗16セーブ、防御率3.06、メジャーで6試合（全て救援、4.1回）に登板して、0勝0敗、防御率4.15を記録した。
2019年は40試合に登板。7月3日ダブルヘッダー第2試合のデトロイト・タイガース戦では、延長12回表に登板して1回を3奪三振と完璧に抑え、その裏にホセ・アブレイユがサヨナラ本塁打を放ったため、メジャー初勝利を収めた。
2020年は故障のためシーズン初登板が8月となり、わずか5試合の登板にとどまった。
2021年は初の開幕ロースター入りし、シーズン終了までメジャーに帯同。キャリアハイとなる59試合に登板して1勝3敗4ホールド、防御率3.05、63奪三振という成績を残した。
2022年もメジャーでフルシーズンを過ごし、キャリアハイを更新する63試合に登板して1勝0敗11ホールド、68奪三振を記録した。ただし後半戦は捕まる機会が増えたこともあり、防御率は4.60と前年より悪化した。
2023年はシーズン開幕前の3月に開催された第5回ワールド・ベースボール・クラシック（WBC）にベネズエラ代表として出場した。開幕はメジャーで迎えたが、最初の4試合（3回2/3）で9自責点を許す絶不調に陥り、4月7日にDFAとなった。

### ダイヤモンドバックス時代
2023年4月9日にアリゾナ・ダイヤモンドバックスに金銭トレードで移籍した。移籍後は34試合（うち先発1試合）に出場し、2勝1敗1ホールド、防御率4.43、36奪三振という成績を挙げたが、7月25日にDFAとなった。ウェイバー公示を経て、7月30日にマイナー契約を結び直してAAA級リノ・エーシズに送られた。以後はシーズン終了までメジャーに戻ることはなく、オフの11月2日にFAとなった。

### フィリーズ時代
2023年11月27日にフィラデルフィア・フィリーズとマイナー契約を結び、2024年のスプリングトレーニングには招待選手として参加した。5月3日にメジャー契約を結んで、アクティブ・ロースター入りした。この年は52試合に登板して5勝1敗1セーブ、防御率3.71、登板数と同じ52奪三振を記録した。
2025年は5月終了時点で16試合の登板で1勝3ホールドを挙げたものの、防御率8.16の成績で6月1日にセス・ジョンソンの復帰に伴ってDFAとなった。

### ブレーブス時代
2025年6月7日にウェイバー公示を経て、アトランタ・ブレーブスに移籍した。6月19日にディディエル・フエンテスの昇格に伴う形でDFAとなり、3日後にAAA級グウィネット・ストライパーズに降格した。

### レンジャーズ時代
2025年7月17日にデーン・ダニングとのトレードで、金銭とともにテキサス・レンジャーズに移籍した。

## 投球スタイル
最速100.4mph（約161.6km/h）の速球とカーブで全投球の9割以上を占める。

## 詳細情報

### 年度別投手成績
| 年 度    | 球 団    | 登 板 | 先 発 | 完 投 | 完 封 | 無 四 球 | 勝 利 | 敗 戦 | セ 丨 ブ | ホ 丨 ル ド | 勝 率 | 打 者 | 投 球 回 | 被 安 打 | 被 本 塁 打 | 与 四 球 | 敬 遠 | 与 死 球 | 奪 三 振 | 暴 投 | ボ 丨 ク | 失 点 | 自 責 点 | 防 御 率 | W H I P |
| -------- | -------- | ----- | ----- | ----- | ----- | -------- | ----- | ----- | -------- | ----------- | ----- | ----- | -------- | -------- | ----------- | -------- | ----- | -------- | -------- | ----- | -------- | ----- | -------- | -------- | ------- |
| 2017     | SD       | 1     | 0     | 0     | 0     | 0        | 0     | 0     | 0        | 0           | ----  | 4     | 1.0      | 0        | 0           | 1        | 0     | 0        | 1        | 0     | 0        | 0     | 0        | 0.00     | 1.00    |
| 2018     | CWS      | 6     | 0     | 0     | 0     | 0        | 0     | 0     | 0        | 0           | ----  | 21    | 4.1      | 5        | 1           | 3        | 0     | 0        | 6        | 2     | 0        | 2     | 2        | 4.15     | 1.85    |
| 2019     | CWS      | 40    | 1     | 0     | 0     | 0        | 1     | 4     | 0        | 1           | .200  | 198   | 40.0     | 56       | 6           | 24       | 2     | 2        | 35       | 4     | 0        | 27    | 25       | 5.63     | 2.00    |
| 2020     | CWS      | 5     | 0     | 0     | 0     | 0        | 0     | 0     | 0        | 0           | ----  | 14    | 4.0      | 2        | 1           | 0        | 0     | 0        | 5        | 0     | 0        | 1     | 1        | 2.25     | 0.50    |
| 2021     | CWS      | 59    | 0     | 0     | 0     | 0        | 1     | 3     | 0        | 4           | .250  | 271   | 65.0     | 51       | 8           | 25       | 1     | 0        | 63       | 2     | 2        | 26    | 22       | 3.05     | 1.17    |
| 2022     | CWS      | 63    | 0     | 0     | 0     | 0        | 1     | 0     | 0        | 11          | 1.000 | 265   | 60.2     | 53       | 9           | 33       | 0     | 0        | 68       | 4     | 1        | 32    | 31       | 4.60     | 1.42    |
| 2023     | CWS      | 4     | 0     | 0     | 0     | 0        | 0     | 0     | 0        | 0           | ----  | 25    | 3.2      | 8        | 3           | 4        | 0     | 2        | 3        | 0     | 1        | 9     | 9        | 22.09    | 3.27    |
| 2023     | ARI      | 34    | 1     | 0     | 0     | 0        | 2     | 1     | 0        | 1           | .667  | 182   | 40.2     | 44       | 7           | 17       | 1     | 4        | 36       | 3     | 0        | 22    | 20       | 4.43     | 1.50    |
| '23計    | ARI      | 38    | 1     | 0     | 0     | 0        | 2     | 1     | 0        | 1           | .667  | 207   | 44.1     | 52       | 10          | 21       | 1     | 6        | 39       | 3     | 1        | 31    | 29       | 5.89     | 1.65    |
| 2024     | PHI      | 52    | 0     | 0     | 0     | 0        | 5     | 1     | 1        | 0           | .833  | 217   | 51.0     | 51       | 8           | 17       | 1     | 1        | 52       | 0     | 0        | 23    | 21       | 3.71     | 1.33    |
| 2025     | PHI      | 16    | 0     | 0     | 0     | 0        | 1     | 0     | 0        | 3           | 1.000 | 68    | 14.1     | 21       | 3           | 6        | 0     | 0        | 12       | 0     | 0        | 14    | 13       | 8.16     | 1.88    |
| MLB：8年 | MLB：8年 | 264   | 2     | 0     | 0     | 0        | 10    | 9     | 1        | 17          | .526  | 1197  | 270.1    | 270      | 43          | 124      | 5     | 9        | 269      | 15    | 4        | 142   | 131      | 4.61     | 1.46    |

- 2024年度シーズン終了時

### ポストシーズン投手成績
| 年 度     | 球 団     | シ リ ｜ ズ | 登 板 | 先 発 | 勝 利 | 敗 戦 | セ ｜ ブ | 打 者 | 投 球 回 | 被 安 打 | 被 本 塁 打 | 与 四 球 | 敬 遠 | 与 死 球 | 奪 三 振 | 暴 投 | ボ ｜ ク | 失 点 | 自 責 点 | 防 御 率 |
| --------- | --------- | ----------- | ----- | ----- | ----- | ----- | -------- | ----- | -------- | -------- | ----------- | -------- | ----- | -------- | -------- | ----- | -------- | ----- | -------- | -------- |
| 2021      | CWS       | ALDS        | 1     | 0     | 0     | 0     | 0        | 4     | 1.1      | 0        | 0           | 0        | 0     | 0        | 1        | 0     | 0        | 0     | 0        | 0.00     |
| 2024      | PHI       | NLDS        | 2     | 0     | 0     | 0     | 0        | 7     | 1.1      | 4        | 1           | 0        | 0     | 0        | 0        | 0     | 0        | 1     | 1        | 6.75     |
| 出場：2回 | 出場：2回 | 出場：2回   | 3     | 0     | 0     | 0     | 0        | 11    | 2.2      | 4        | 1           | 0        | 0     | 0        | 1        | 0     | 0        | 1     | 1        | 3.38     |

- 2024年度シーズン終了時

### WBCでの投手成績
| 年 度 | 代 表      | 登 板 | 先 発 | 勝 利 | 敗 戦 | セ ｜ ブ | 打 者 | 投 球 回 | 被 安 打 | 被 本 塁 打 | 与 四 球 | 敬 遠 | 与 死 球 | 奪 三 振 | 暴 投 | ボ ｜ ク | 失 点 | 自 責 点 | 防 御 率 |
| ----- | ---------- | ----- | ----- | ----- | ----- | -------- | ----- | -------- | -------- | ----------- | -------- | ----- | -------- | -------- | ----- | -------- | ----- | -------- | -------- |
| 2023  | ベネズエラ | 3     | 0     | 2     | 0     | 0        | 14    | 4.1      | 1        | 0           | 2        | 0     | 0        | 5        | 0     | 0        | 0     | 0        | 0.00     |

- 太字は大会最高

### 年度別守備成績
| 年 度 | 球 団 | 投手（P） | 投手（P） | 投手（P） | 投手（P） | 投手（P） | 投手（P） |
| 年 度 | 球 団 | 試 合     | 刺 殺     | 補 殺     | 失 策     | 併 殺     | 守 備 率  |
| ----- | ----- | --------- | --------- | --------- | --------- | --------- | --------- |
| 2017  | SD    | 1         | 0         | 0         | 0         | 0         | ----      |
| 2018  | CWS   | 6         | 0         | 1         | 0         | 0         | 1.000     |
| 2019  | CWS   | 40        | 1         | 5         | 1         | 0         | .857      |
| 2020  | CWS   | 5         | 0         | 0         | 0         | 0         | ----      |
| 2021  | CWS   | 59        | 1         | 2         | 1         | 0         | .750      |
| MLB   | MLB   | 111       | 2         | 8         | 2         | 0         | .833      |

- 2021年度シーズン終了時

### 背番号
- 63 (2017年、2025年6月10日 - 2025年6月19日)
- 66 (2018年 - 2025年5月31日)
- 64 (2025年7月18日 - ）

### 代表歴
- 2023 ワールド・ベースボール・クラシック・ベネズエラ代表